# Freies Deutsches Hochstift

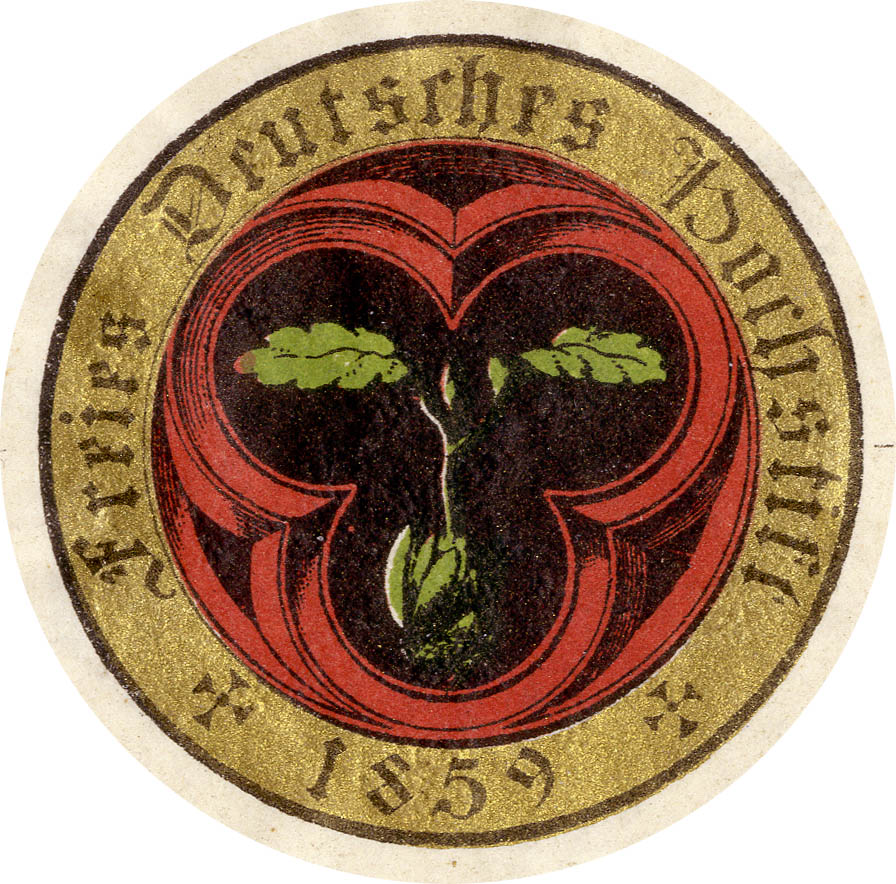
Siegel des Freien Deutschen Hochstifts von 1859 in den Farben Schwarz-Rot-Gold

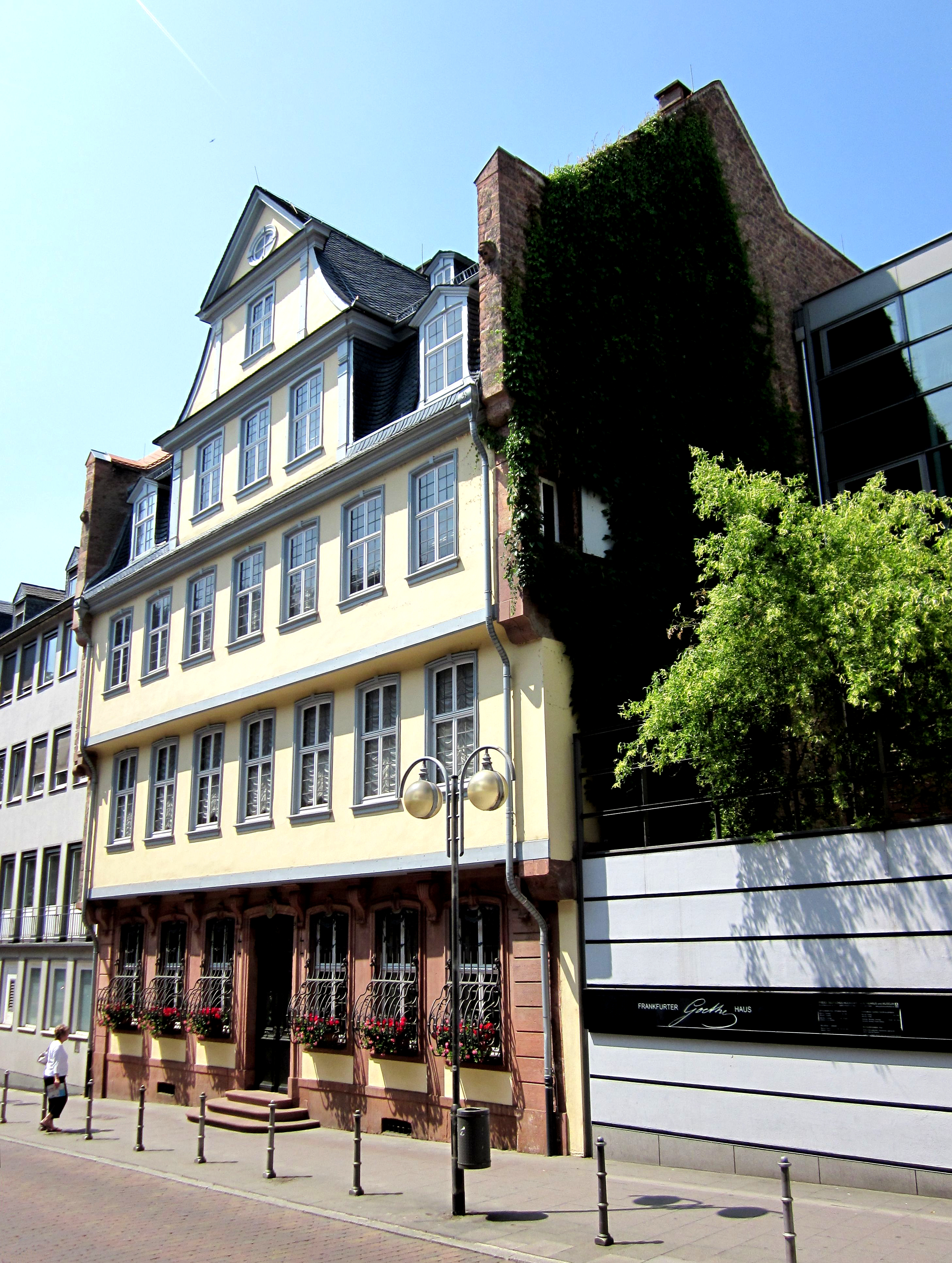
Goethes Geburtshaus am Großen Hirschgraben 23 in Frankfurt am Main war fast die gesamte Geschichte des Freien Deutschen Hochstifts hindurch Sitz des Vereins

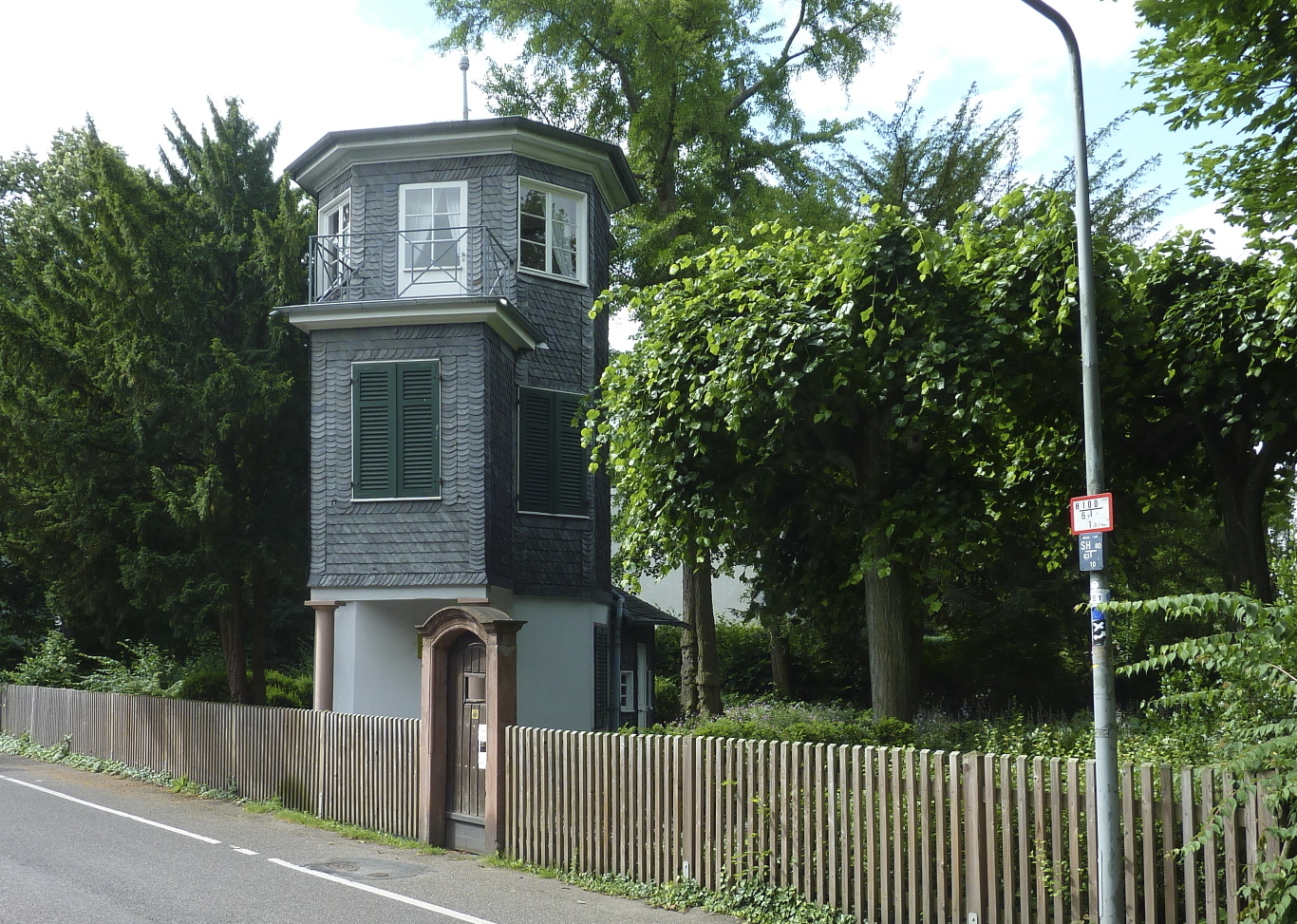
Das vom Freien Deutschen Hochstift betreute Willemer-Gartenhaus in Frankfurt am Main

Freies Deutsches Hochstift ist ein Verein mit Sitz in Frankfurt am Main, der als Hauptaufgaben die Betreuung des Frankfurter Goethe-Hauses und des Deutschen Romantik-Museums sowie die Förderung der Edition von literarischen Werken ausübt.

## Geschichte
Das Freie Deutsche Hochstift wurde 1859, am 100. Geburtstag Friedrich Schillers, von 50 Personen gegründet, die mehrheitlich Frankfurter Bürger waren. Initiator war Otto Volger, Privatdozent der Geologie aus Lüneburg, der in der Revolution von 1848 engagiert war. Die politischen Ideale der Revolution sollten in der Institution eine geistig-kulturelle Heimstatt finden. Volger wollte mit seinem Verein „einen Bundestag des Deutschen Geistes gründen.“ Wie der Name des Vereins zum Ausdruck brachte, sollte die Vereinigung „frei“ und „deutsch“ sein, d. h. frei von staatlicher Abhängigkeit und der geistigen Einheit der Deutschen verpflichtet. Der Verein stand von Beginn an jedem offen, im Vorstand wirkten insbesondere auch Sozialdemokraten wie etwa der SdAP-Mitgründer Samuel Spier und der langjährige Chefredakteur der Frankfurter Volksstimme, Max Quarck. Durch die Gründung der Johann Wolfgang Goethe-Universität 1914 in Frankfurt am Main verlagerte sich der Schwerpunkt der Vereinstätigkeit von einer Akademie und einer Art Volkshochschule zu einer Museums-, Sammlungs- und Forschungstätigkeit.
Das Hochstift betreibt heute ein Dichterarchiv, eine Graphische Sammlung und eine Forschungsbibliothek. Der Schwerpunkt der aktuellen Forschungsarbeit wird von zwei historisch-kritischen Editionen gebildet.
Das Stiftsgebäude wurde nach dem Zweiten Weltkrieg zusammen mit dem bei den Luftangriffen auf Frankfurt am Main zerstörten Goethe-Haus vom Maler und Architekten Theo Kellner wiederaufgebaut. Die historisch gewordene, teilweise auf die Zeit der Familie Goethe zurückgehende Inneneinrichtung mit Möbeln, Gemälden, Zeichnungen und Hausrat war rechtzeitig ausgelagert worden. Sie blieb deswegen erhalten, was eine wesentliche Legitimation war, das Goethe-Haus 1948 trotz scharfer Kritik in seiner historisch gewordenen Form wiederaufzubauen.
Seit dem Jahrgang 1884/85 erschien ein Almanach unter dem Titel Berichte des Freien Deutschen Hochstifts, der seit 1902 Jahrbuch heißt. Während darin im 19. Jahrhundert hauptsächlich über volkswirtschaftliche und weltanschauliche Themen diskutiert wurde, hat es heute seinen festen Platz als Forum internationaler Forschung zur deutschen Literatur und der mit ihr verbundenen Kunst vom 18. Jahrhundert bis zur Gegenwart. Zu seinen Aufgaben gehört auch, in Berichten und kleineren Editionen bedeutende Neuzugänge oder zu Unrecht unbekannt gebliebene ältere Bestände der Sammlungen zu erschließen.
Der jedes Jahrbuch beschließende umfangreiche Jahresbericht unterrichtet über die Arbeit der Institution und ihrer Abteilungen, über Erwerbungen, Ausstellungen, Editionen, kulturelle Veranstaltungen, über Besucherzahlen und Führungen im Goethe-Haus und -Museum und anderes mehr.
Neben dem Goethe-Haus und dem unmittelbar benachbarten Deutschen Romantik-Museum betreut das Freie Deutsche Hochstift auch die Goethe-Gedenkstätte Willemer-Häuschen in Frankfurt-Sachsenhausen. Dieses museal ausgestattete Gartenhaus auf dem Sachsenhäuser Mühlberg erinnert an die Begegnungen Goethes mit Marianne von Willemer; außerdem dient es als Ort für kulturelle Veranstaltungen. Seit 1968 ist das Freie Deutsche Hochstift Sitz der Hugo von Hofmannsthal-Gesellschaft.
Zum 150. Gründungstag am 28. August 2009 änderte das Freie Deutsche Hochstift seinen Namen in Frankfurter Goethe-Haus – Freies Deutsches Hochstift, um in Zukunft beide Bestandteile des Namens eigenständig nutzen zu können.